# سیارک ۸۲۰۴
سیارک ۸۲۰۴ (به انگلیسی: 8204 Takabatake، نامگذاری:1994GC1) هشت هزار و دویست و چهارمین سیارک کشف شده‌است که در ۸ آوریل ۱۹۹۴ کشف شد.
قدر مطلق سیارک برابر ۱۲٫۵۰ است.